# Enterisch zenuwstelsel
Het enterische zenuwstelsel is het eigen zenuwstelsel van het spijsverteringsstelsel. Het behoort tot het autonome zenuwstelsel.
Het enterische zenuwstelsel communiceert normaal gesproken met het centrale zenuwstelsel via de nervus vagus en het orthosympathische zenuwstelsel. Maar onderzoek, waarbij de nervus vagus wordt doorgesneden, toont aan dat het enterische zenuwstelsel ook geheel zelfstandig kan functioneren alsof het een eigen "brein" heeft. Het bevat motorische zenuwcellen en sensorische zenuwcellen en interneuronen en het maakt gebruik van meer dan 30 neurotransmitters, waaronder acetylcholine, dopamine en serotonine. Deze en andere eigenschappen maken het voor het enterische zenuwstelsel mogelijk als een zelfstandig systeem te functioneren.